# Coppa del Generalissimo 1958 (hockey su pista)
La Coppa del Generalissimo 1958 è stata la 15ª edizione della principale coppa nazionale spagnola di hockey su pista. Il torneo ha avuto luogo dal 16 al 18 maggio 1958.
Il trofeo è stato vinto dal Barcellona per la seconda volta nella sua storia superando nel girone finale l'Espanyol.

## Squadre partecipanti
- Barcellona
- Espanyol
- Parque Movil
- Voltregà

## Risultati
| Squadra 1      | Risultato | Squadra 2    |
| -------------- | --------- | ------------ |
| 16 maggio 1958 |           |              |
| Espanyol       | 5 - 0     | Voltregà     |
| Barcellona     | 4 - 1     | Parque Movil |
| 17 maggio 1958 |           |              |
| Espanyol       | 3 - 1     | Parque Movil |
| Barcellona     | 2 - 1     | Voltregà     |
| 18 maggio 1958 |           |              |
| Espanyol       | 0 - 1     | Barcellona   |
| Parque Movil   | 2 - 8     | Voltregà     |

| Squadra      | Pt | G | V | N | P | GF | GS | DG  |
| ------------ | -- | - | - | - | - | -- | -- | --- |
| Barcellona   | 6  | 3 | 3 | 0 | 0 | 7  | 2  | +5  |
| Espanyol     | 4  | 3 | 2 | 0 | 1 | 8  | 2  | +6  |
| Voltregà     | 2  | 3 | 1 | 0 | 2 | 9  | 9  | 0   |
| Parque Movil | 0  | 3 | 0 | 0 | 3 | 4  | 15 | -11 |